# Накано, Сюити
Сюити Накано (яп. 中野 主一 Nakano Shuichi, 11 сентября 1947) — японский астроном. Специализируется на изучении комет, в частности на вычислении их орбит и прогнозировании того, когда периодические кометы вновь пройдут перигелий. Предсказать орбиты комет значительно труднее, чем орбиты других типов объектов Солнечной системы, поскольку их орбиты подвержены не только возмущениям со стороны планет, но и негравитационным силам из-за выделения газообразных материалов в виде комы и хвоста кометы.
Является аффилированным лицом Отделов вычислений и малых планет (Центр астродинамики) Восточной астрономической ассоциации в Сумото, Япония.
Он публикует заметки Накано о наблюдениях комет и эфемеридах.
В 2001 году получил Премию любительских достижений Тихоокеанского астрономического общества. В его честь назван астероид 3431 Накано, а астероид 3983 Сакико назван в честь его сестры.
Сюити Накано повторно идентифицировал потерянный астероид 1026 Ингрид в 1986 году, 3568 ASCII — ещё один давно потерянный астероид, восстановление которого было произведено Накано.